# Guettarda membranacea
Guettarda membranacea är en måreväxtart som beskrevs av Olof Swartz. Guettarda membranacea ingår i släktet Guettarda och familjen måreväxter. Inga underarter finns listade i Catalogue of Life.